# Jean-Antoine Lebrun-Tossa
Jean-Antoine Lebrun-Tossa   (Pèiralata, 24 de setembre de 1760 - París, 29 de març de 1837) fou un periodista, dramaturg i escriptor francès.

## Biografia
Fill de Jacques Antoine, barreter, i d'Ennemonde Daudel, va entrar al seminari de Saint-Paul-Trois-Châteaux però, en llegir Voltaire i Rousseau, perd la fe i esdevé mestre. Després va ensenyar a Grenoble i després a París, on va decidir dedicar-se a la literatura.
El 1785 esdevingué redactor en cap del Cabinet des modesperò el periòdic, amb un altre nom, desaparegué el 1793. Després treballà per a diversos diaris republicans i tingué peces representades amb l'esperit de l'època.
Redactor als despatxos de la policia sota el Directoire, després al Ministeri de l'Interior (1800) i a l'Administració dels drets units (1804-1815), les seves obres van ser representades als grans escenaris parisencs a finals del segle xviii i principis del segle XIX: Théâtre du Palais-Royal, Théâtre des Variétés, Théâtre Montansier, etc.
Va escriure amb diversos pseudònims com ara: l'Aveugle(que només hi veu massa clar); Lebrun de Grenoble; Talon-Brusse, marguillier de sa paroisse ("guardià de la seva parròquia") i rentier consolidé ("rendista consolidat"). També li devem traduccions de l'italià al francès.

## Obres
Teatre
- 1792 : Le Mont-Alphéa, òpera en 3 actes i en prosa, barrejada amb arietes, música de Charles Gabriel Foignet, al théâtre Montansier (6 de desembre)
- 1794 : La Folie de Georges, ou l'Ouverture du Parlement d'Angleterre, comèdia en 3 actes i en prosa, al théâtre de la Cité (23 de gener)
- 1794 : Arabelle et Vascos, ou les Jacobins de Goa, drama líric en tres actes, música de Jean-François Lesueur, a l'Opéra-Comique (22 d'agost)[3]
- 1795 : Le Cabaleur, òpera còmica en 1 acte i en vers, música de Louis Emmanuel Jadin, a l'Opéra-Comique (11 de gener)
- 1795 : Le Savoir-faire, òpera còmica en 2 actes, barrejada amb arietes, música d'Antoine-Frédéric Gresnick, al théâtre Louvois (4 d'agost)
- 1797 : Les Faux Mendiants, òpera còmica en 1 acte i en vers, música d'Antoine-Frédéric Gresnick, al teatre Louvois
- 1798 : L'Honnête Aventurier, comèdia en 1 acte i en vers, al teatre Montansier (28 de maig)
- 1798 : Le 18 Fructidor, himne republicà, música d'Étienne-Nicolas Méhul, al Conservatori (4 de setembre)
- 1801 : La Jolie Parfumeuse, ou la Robe de conseiller, vodevil en 1 acte, amb P.G.A. Bonel, al théâtre du Palais-Royal (4 de novembre)

Diversos
- 1789 : Le Père éternel démocrate, ou le Vainqueur de la Bastille en paradis malgré saint Pierre (S.l.n.d.)
- 1789 : Troubles qui ont eu lieu à Saint-Étienne dans le Forez, drapeau rouge déployé. Vol de 40.000 fusils (S.l.n.d.)
- 1798 : L'Anti-prêtre, ou Coup-d'œil sur les rapports de la religion avec la politique et la morale, Paris, Les marchands de nouveautés
- 1800 : Porte-feuille politique d'un ex-employé au ministère de la Police générale, ou Essai sur l'instruction publique
- 1801 : Le Terne à la loterie ou les Aventures d'une jeune dame écrites par elle-même et traduites de l'italien (de Pietro Chiari), Paris, casa Debray
- 1812 : Mes révélations sur M. Étienne, les Deux Gendres et Conaxa , Paris, J.C. Dentu éditeur
- 1812 : Supplément à Mes révélations, en réponse à MM. Étienne et Hoffmann, Paris, J.C. Dentu éditeur
- 1815 : La Patrie avant tout. Eh ! que m'importe Napoléon, Laurent-Beaupré
- 1817 : L'Évangile et le budget, ou Les réductions faciles, Paris, casa Plancher i casa Delaunay
- 1817 : Voltaire jugé par les faits, Paris, casa Plancher i casa Delaunay
- 1818 : Consciences littéraires d'à-présent, avec un tableau de leurs valeurs comparées, indiquant de plus les degrés de talent et d'esprit, par un jury de vrais libéraux, Paris, casa Plancher
- 1830 : Plus de charte octroyée ! Plus de noblesse héréditaire !, Paris, Les marchands de nouveautés